# Караимское слово
«Караи́мское сло́во» — ежемесячный общественный и историко-литературный журнал караимов Литвы, выходивший в Вильне на русском языке.

## История
Основан в 1913 году в Вильне. Редактором-издателем выступил А. И. Шпаковский, но фактическим редактором и главным сотрудником журнала был Овадий Ильич Пилецкий. «Караимское слово» печаталось в типографии братьев Д. и Х. Яловцеров. Редакция журнала размещалась в доме караимской общины по ул. Городской, 6 вблизи строящейся кенассы. В первом номере целью издания провозглашалось «развитие национального самосознания и путь к знанию». Журнал предназначался для всех караимов, проживавших на территории Российской империи. Вышло 6 номеров в 1913 году и 3 сдвоенных номера в 1914 году (всего формально 12 номеров). Журнал «Караимское слово» продолжал традиции «Караимской жизни». Много места было отведено обсуждению замещения вакантных должностей трокского и евпаторийского караимских гахамов, демографическому положению караимских общин. Также публиковались статьи по истории и современной жизни караимов, литературные произведения, брачные и рекламные объявления. Издание его было прервано в 1914 году Первой мировой войной из-за выезда О. И. Пилецкого из Вильны.